# Dögevő

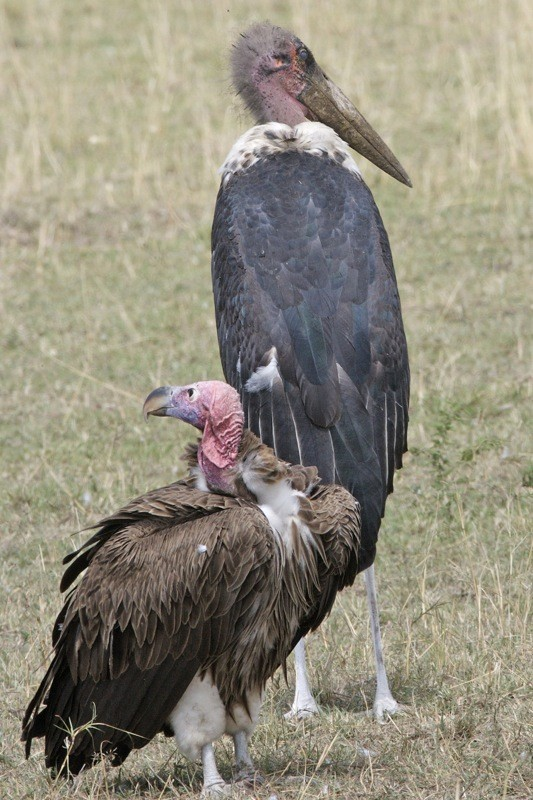
Dögevő madarak: az afrikai marabu és a (Leptoptilos crumeniferus) és a füles keselyű (Torgos tracheliotus).

A dögevés avagy nekrofágia a húsevő életmód olyan formája, amelynél a ragadozó nem az általa vagy a fajtársai által megölt élőlények tetemét fogyasztja el. A dögevők fontos szerepet töltenek be az ökoszisztémában azáltal, hogy részt vesznek az elpusztult állatok testének lebontásában. A dögevők által megkezdett folyamatot a hátrahagyott maradványokat elfogyasztó lebontók fejezik be.
A jól ismert dögevők közé tartoznak a keselyűk, a dögbogarak, a fémeslegyek, a darazsak és a mosómedvék. Több, rendszeresen vadászó nagy húsevő, például a hiéna és az oroszlán szintén eszik dögöt, amennyiben az az útjába kerül, vagy ha a méretét és a vadságát kihasználva lehetősége nyílik arra, hogy elvegye egy másik ragadozó zsákmányát.
Az olyan trágyával táplálkozó állatokat, mint például a lemezescsápú bogarak ürülékevőként tartják számon. A főként elpusztult növényeket evő állatok üledékevőként ismertek. A fajtársaikat elfogyasztó élőlényeket kannibáloknak nevezik.

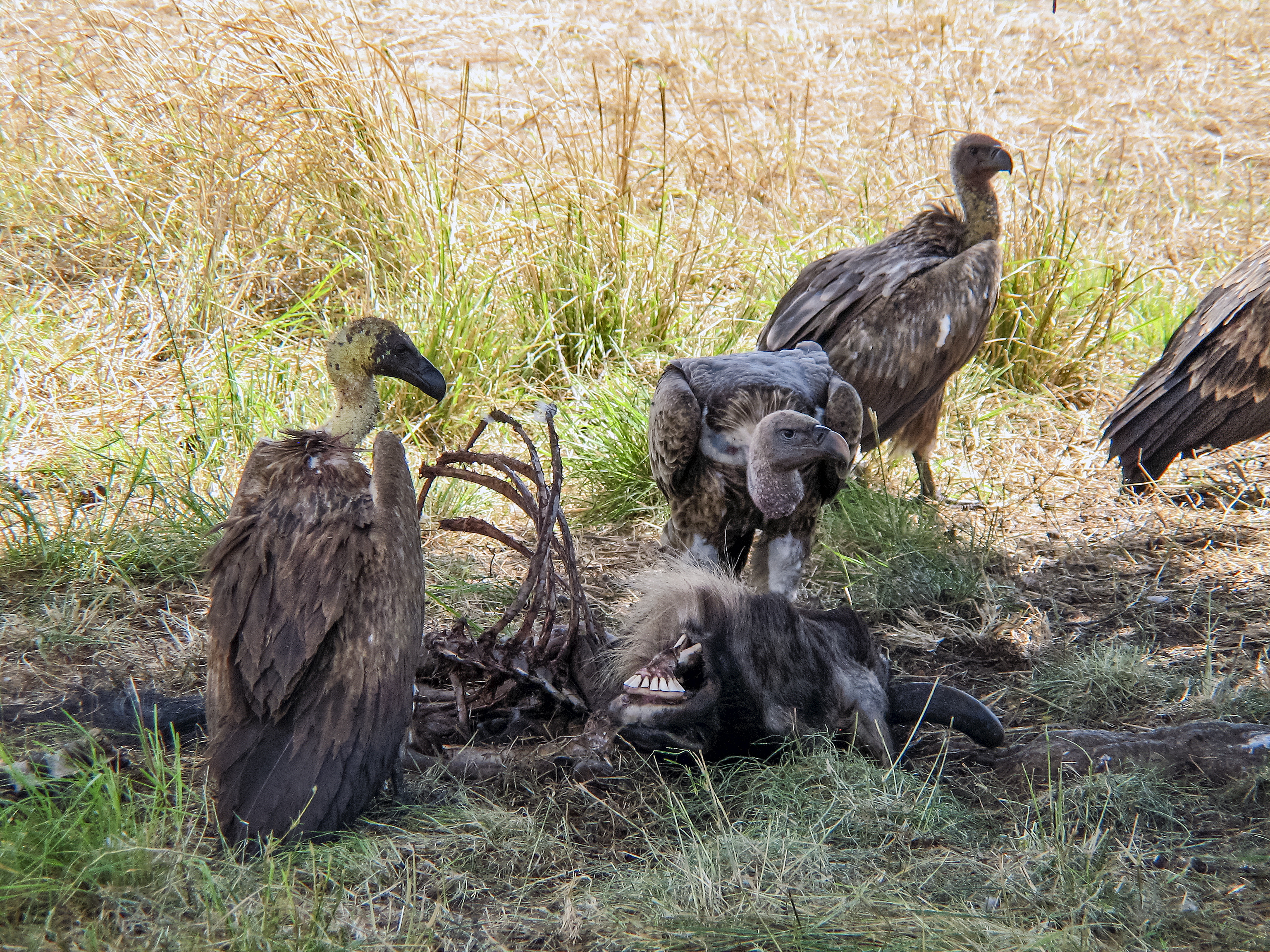
A fakókeselyűk egy elhullott gnú teteméből esznek
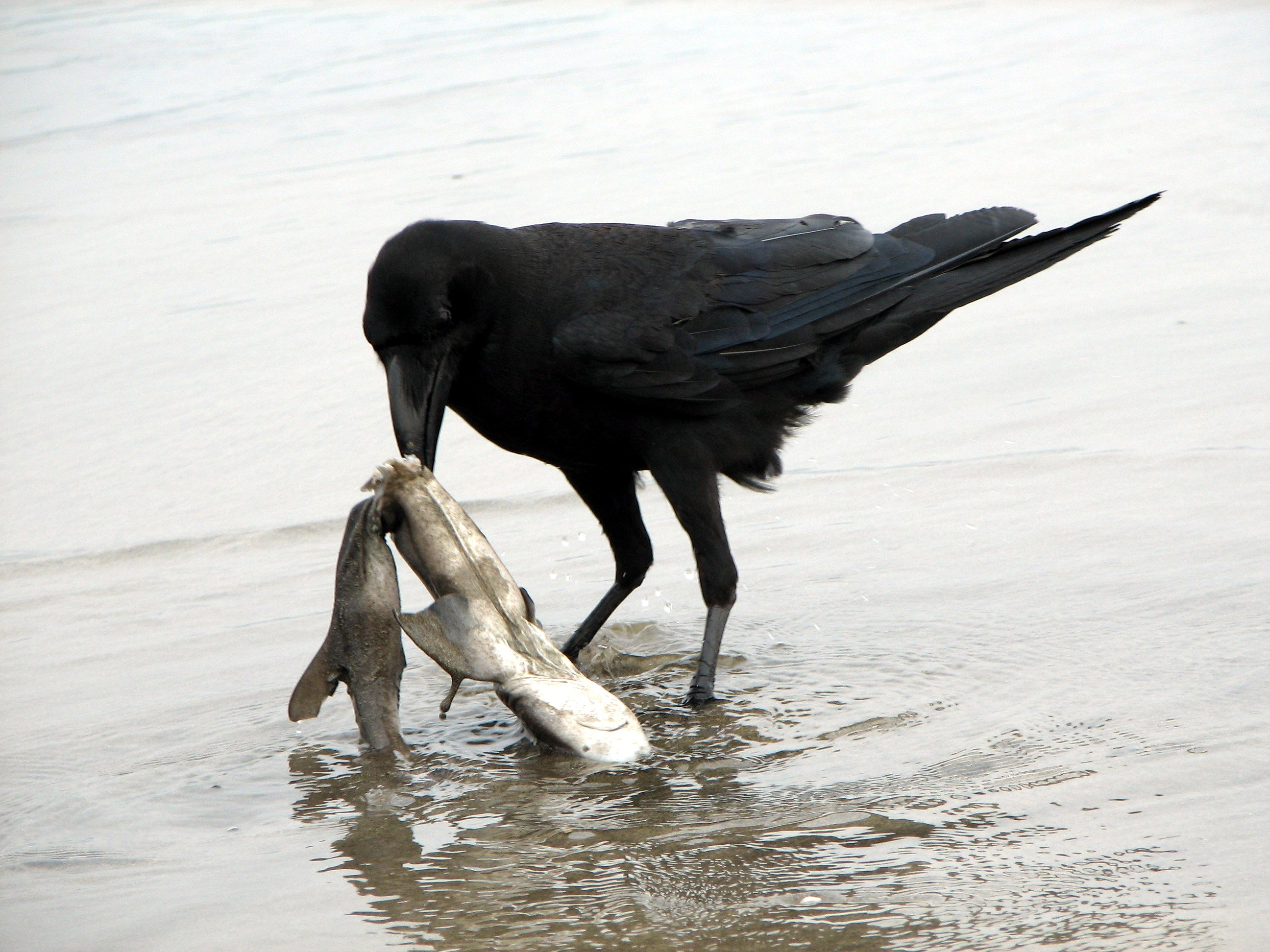
Egy holló és tápláléka, egy kis méretű cápa
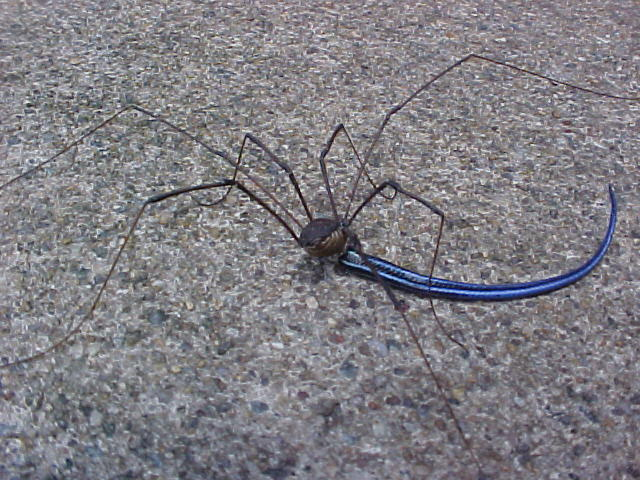
Kaszáspók egy vonalas szkink elvesztett farka felett

## Emberi viselkedésként

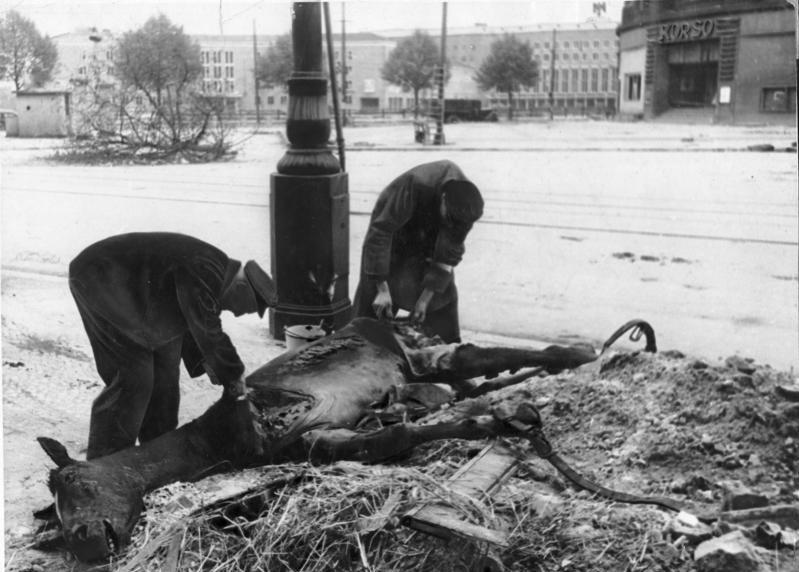
A második világháború idején (Berlin ostromának végén), 1945-ben az emberek egy elpusztult lóból táplálkoznak

Az embereknél a dögevés a legtöbb közösségben tabunak számít. A Koránban a rágalmazókat olyan személyekként bélyegzik meg, akik megeszik annak holttestét, akit megrágalmaznak. A hindu aghori szektáról egy perzsa forrás és egy 19. századi brit beszámoló alapján tudni lehet, hogy a tagjai sírkertekben élnek, és nekrofágok. Nagyon sok példa ismert a történelem olyan időszakaiból, különösen háborúk idejéből. amikor a nekrofágia túlélési magatartás volt.
2004-ben Dennis Bramble és Daniel Lieberman kijelentette, hogy a korai emberek dögevők voltak, akik kőeszközöket használtak a hús tetemekről való lefejtésére és a csontok felnyitására. Véleményük szerint az emberek hosszútávú futáshoz alkalmazkodtak, hogy versenyre kelhessenek a többi dögevővel a tetemek megszerzéséért. Felvetődött, hogy egy ilyen adaptáció olyan élelmiszer utánpótlást biztosított, amitől az agy a lehető legnagyobb méretűvé vált.

## Fordítás
Ez a szócikk részben vagy egészben a Scavenger című angol Wikipédia-szócikk ezen változatának fordításán alapul.  Az eredeti cikk szerkesztőit annak laptörténete sorolja fel. Ez a jelzés csupán a megfogalmazás eredetét és a szerzői jogokat jelzi, nem szolgál a cikkben szereplő információk forrásmegjelöléseként.